# Gläserne Manufaktur

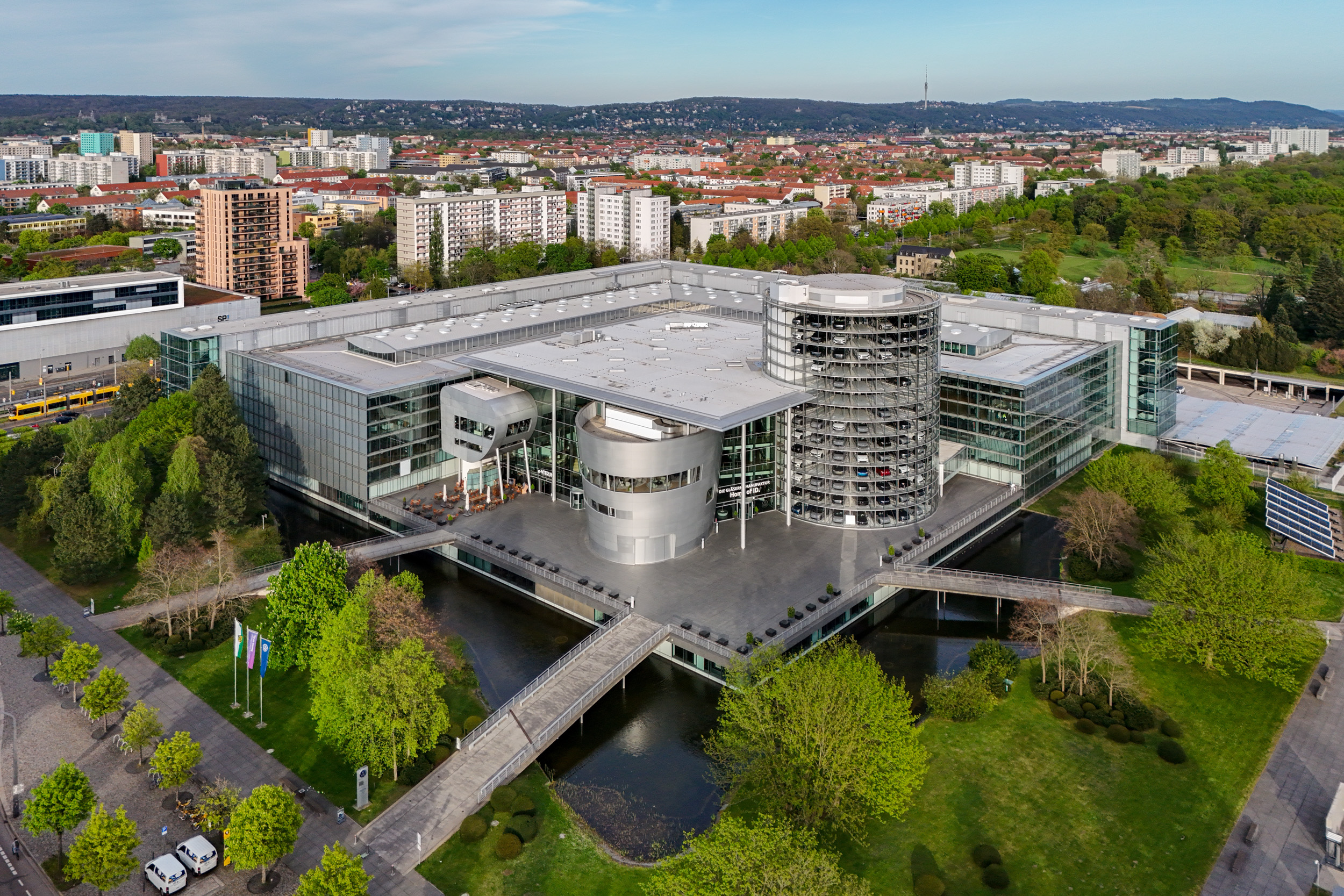
Gläserne Manufaktur Dresden, 2024

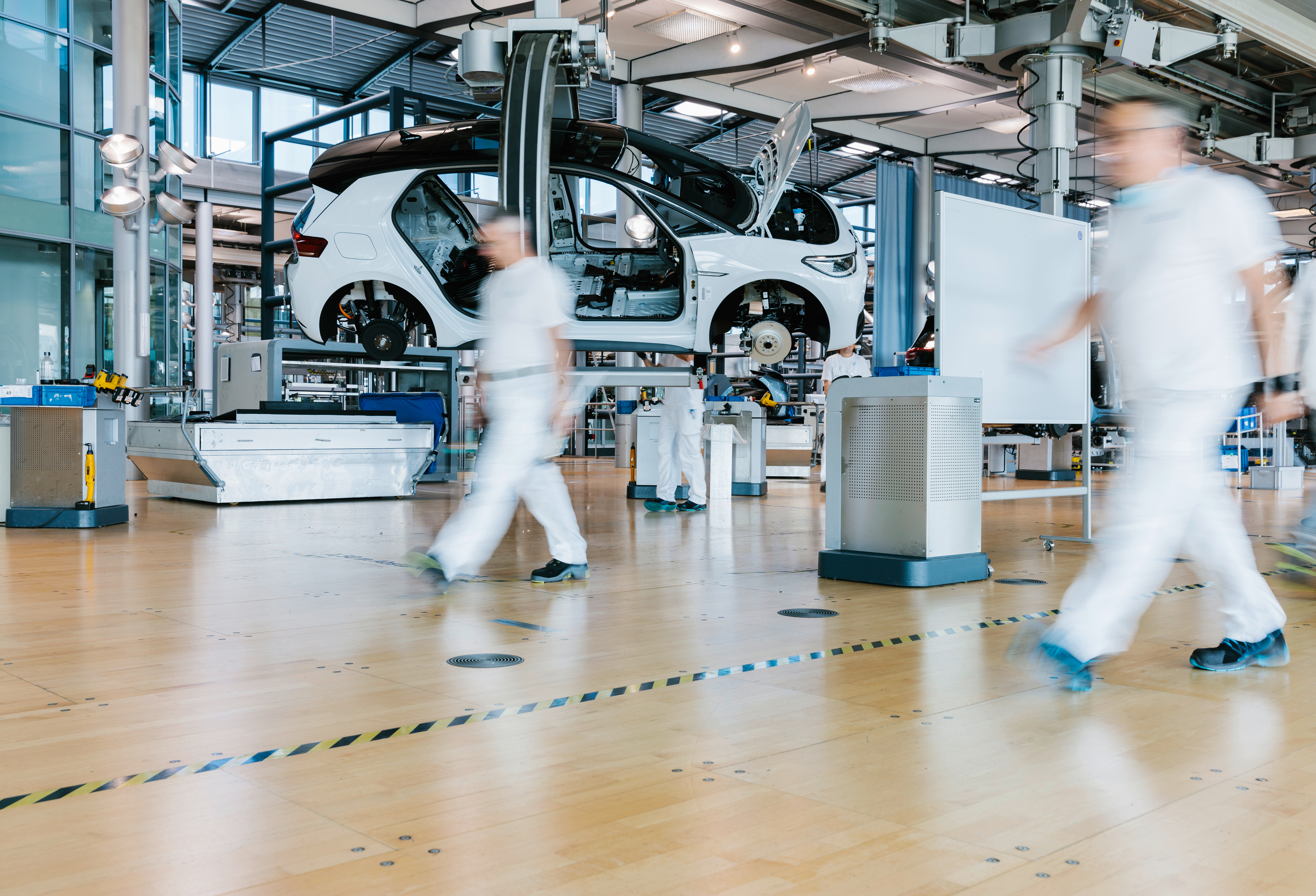
ID.3 Produktion in der Gläsernen Manufaktur Dresden

Die Gläserne Manufaktur in Dresden ist eine von drei Produktionsstätten der Volkswagen Sachsen GmbH. In Dresden wurde von 2002 bis 2016 der Phaeton produziert, anschließend von 2017 bis 2020 der e-Golf. Am 29. Januar 2021 startete die Serienproduktion des vollelektrischen ID.3. Das Center of Future Mobility entwickelt sich gleichzeitig zum "Home of ID." weiter. Im Frühjahr 2025 waren am Standort 320 Personen beschäftigt.

## Lage
Die Gläserne Manufaktur befindet sich im Dresdner Stadtteil Seevorstadt-Ost/Großer Garten nahe der Dresdner Innenstadt und bildet die Nordwestecke des Großen Gartens zum Straßburger Platz (Stübelallee). Unmittelbar südöstlich davor liegt das Areal des botanischen Gartens.

## Geschichte

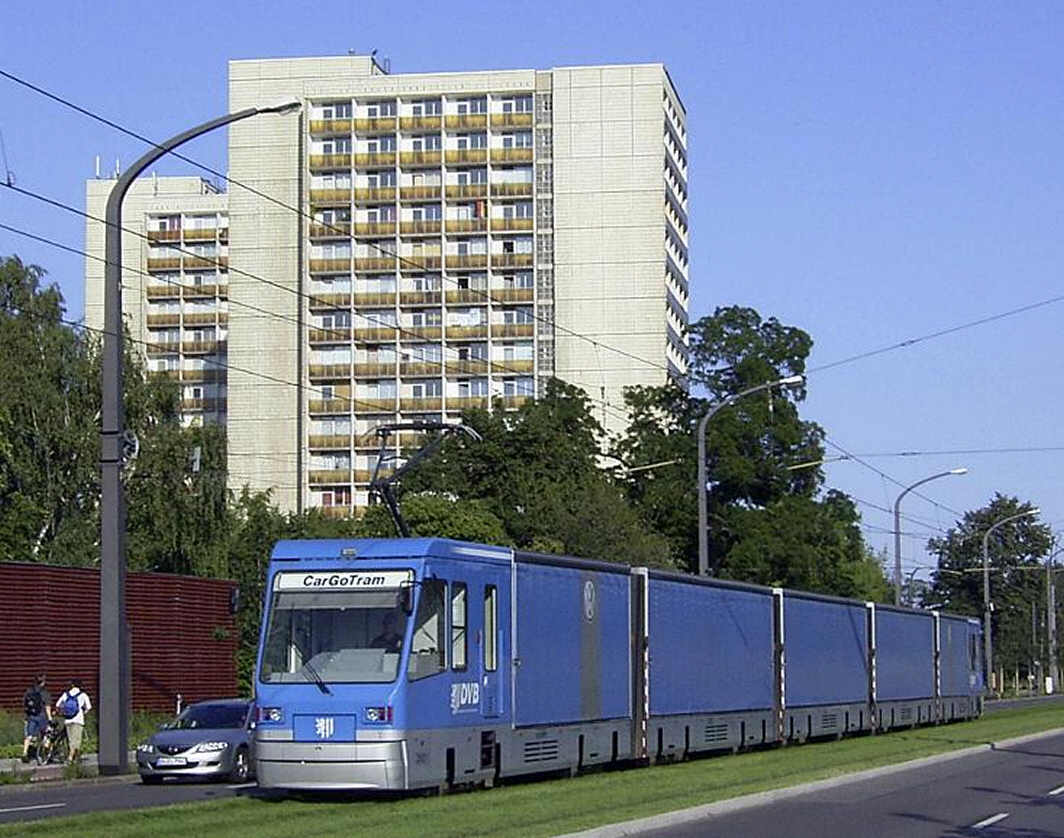
CarGoTram (2004)

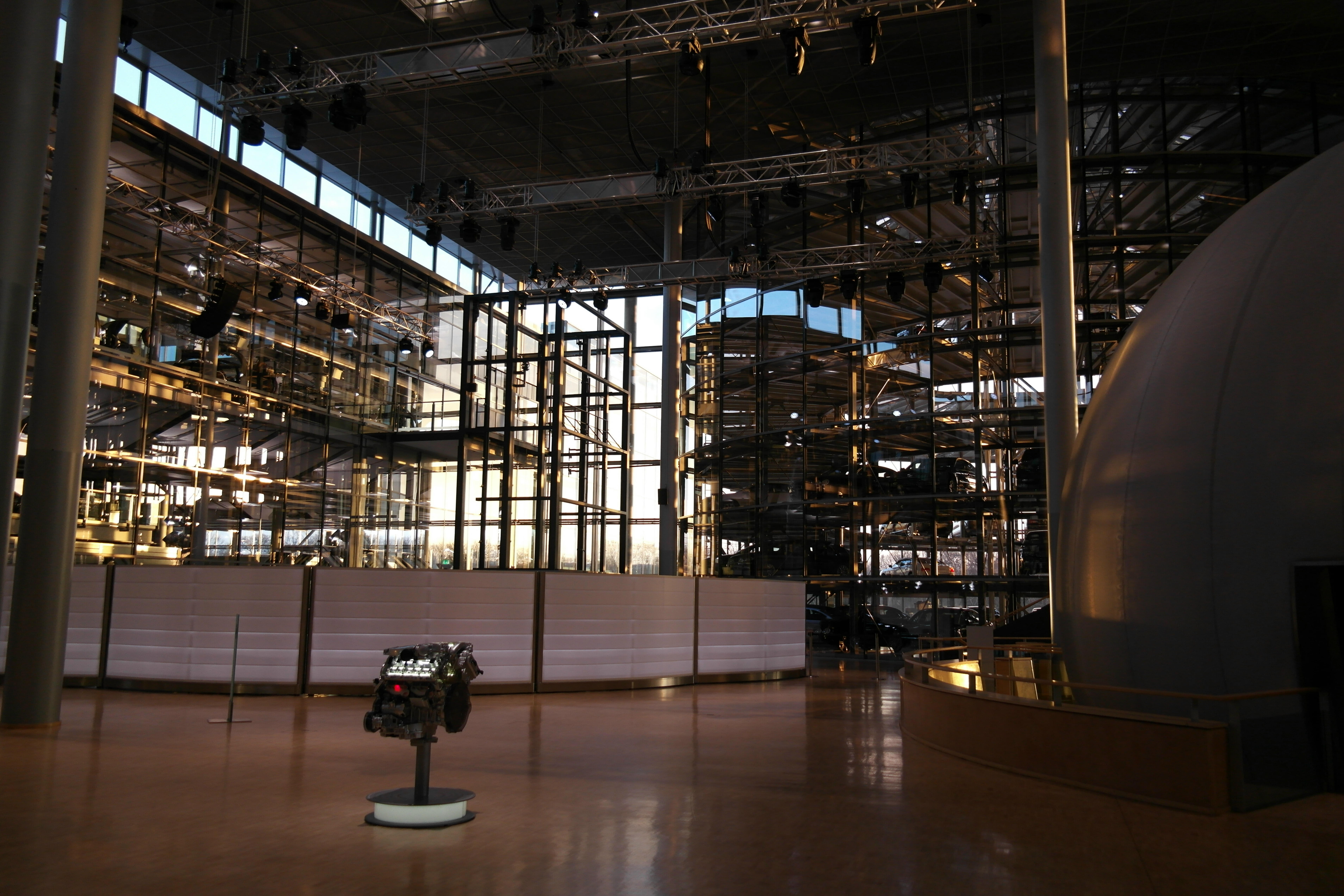
Obergeschoss: Orangerie

Auf dem Gelände der Gläsernen Manufaktur befand sich das städtische Ausstellungsgelände mit dem Kugelhaus und dem städtischen Planetarium, später das Ausstellungszentrum Fučíkplatz. Die Anlage wurde von dem Münchener Architekturbüro Gunter Henn entworfen. In der Planungsphase war der Bau der Fabrik Gegenstand kontroverser Diskussionen, vor allem wegen der Lage am Rand des Großen Gartens. Besonders unter Umweltschützern führte der Bau zu starken Protesten. In erster Linie wurde das höhere Verkehrsaufkommen durch LKW kritisiert, die die neue Produktionsanlage in der Innenstadt von Dresden beliefern sollten. Um das Problem abzumildern, verlangte der Stadtrat ein stadtverträgliches Logistikkonzept. Daraufhin schlug VW vor, das Frachtgut statt mit Lastwagen mit der CarGoTram zu transportieren. Mit Ausnahme der Karosserien wurden alle Phaeton-Bauteile mit der blauen CarGoTram vom VW-Logistikzentrum am Bahnhof Dresden-Friedrichstadt – rund 5 Kilometer entfernt – zur Fabrik gebracht.
Nach 19 Jahren CarGoTram setzt Volkswagen nun auf ein neues Logistikkonzept. Im Zuge der Produktionsumstellung vom e-Golf auf den vollelektrischen ID.3 ab Januar 2021 waren die Fahrten mit der CarGoTram nicht mehr notwendig. Da der ID.3 zukünftig parallel in deutlich höherer Stückzahl in Zwickau produziert wird, wird die Konsolidierung über den Logistikstrom des Werkes Zwickau für die Dresdner Teile durchgeführt und von Zwickau in die Manufaktur geliefert. Fortan werden täglich vier volle statt bisher 25 meist nur teilweise gefüllte LKW unterwegs sein. Der Einsatz der blauen Straßenbahnen ist somit weder wirtschaftlich noch klimapolitisch sinnvoll. Volkswagen sieht durch die Reduktion des LKW-Verkehrs auch einen deutlich positiven Umwelteffekt für die Stadt.
Tierschützer sorgten sich angesichts der großen Glasfassaden um die Vögel, Architekten bemängelten vor allem die Disharmonien mit der nahe gelegenen barocken Innenstadt. Außerdem musste der Bahnhof „Straßburger Platz“ der Dresdner Parkeisenbahn verlegt werden. Der alte Bahnhof wurde abgerissen und ein neuer gebaut, der an das Design der Gläsernen Manufaktur angepasst wurde. Eine Bürgerinitiative sammelte 17.600 Unterschriften gegen den Bau der VW-Manufaktur am Großen Garten – zu wenig, um einen Bürgerentscheid zu erzwingen.
Am 27. Juli 1999 wurde im Beisein von Ferdinand Piëch, Gerhard Schröder und Kurt Biedenkopf der Grundstein gelegt.

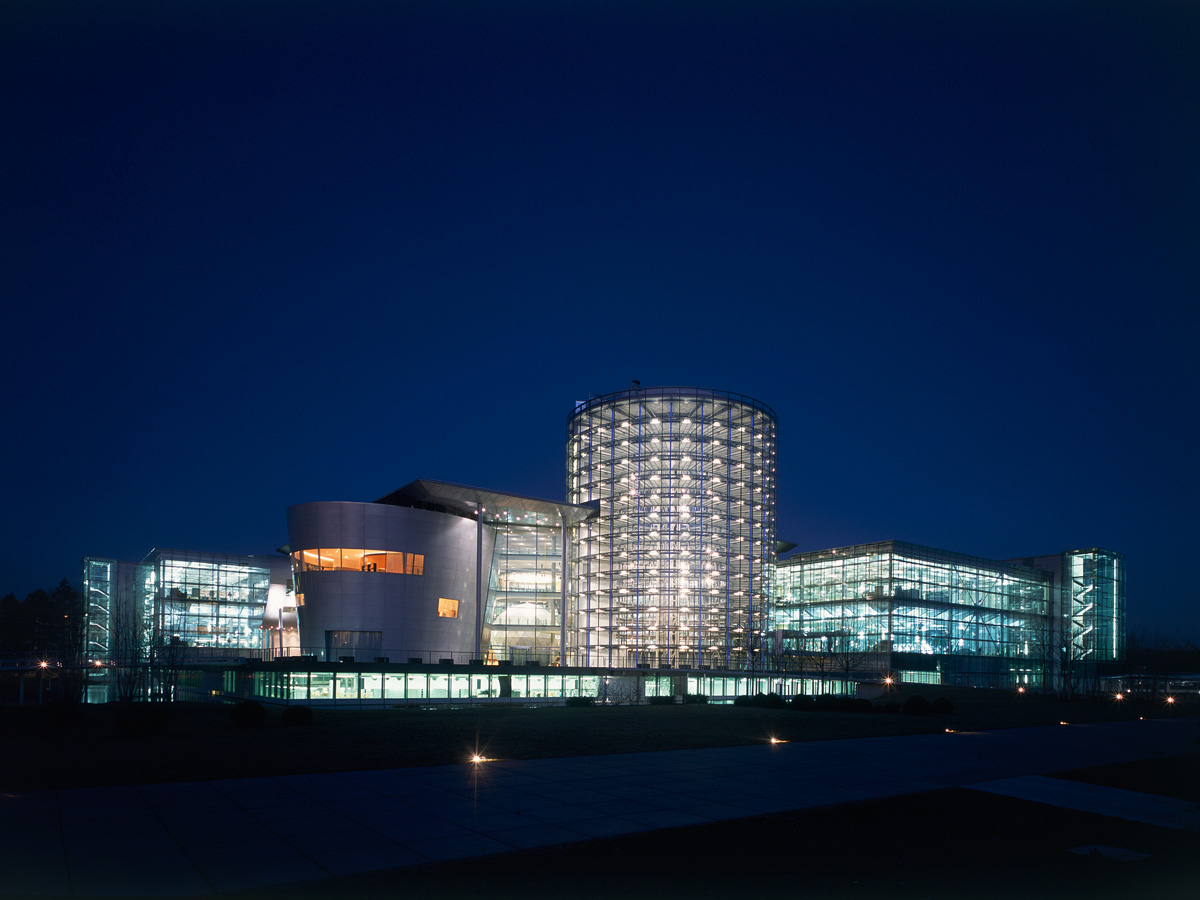
Gläserne Manufaktur bei Nacht

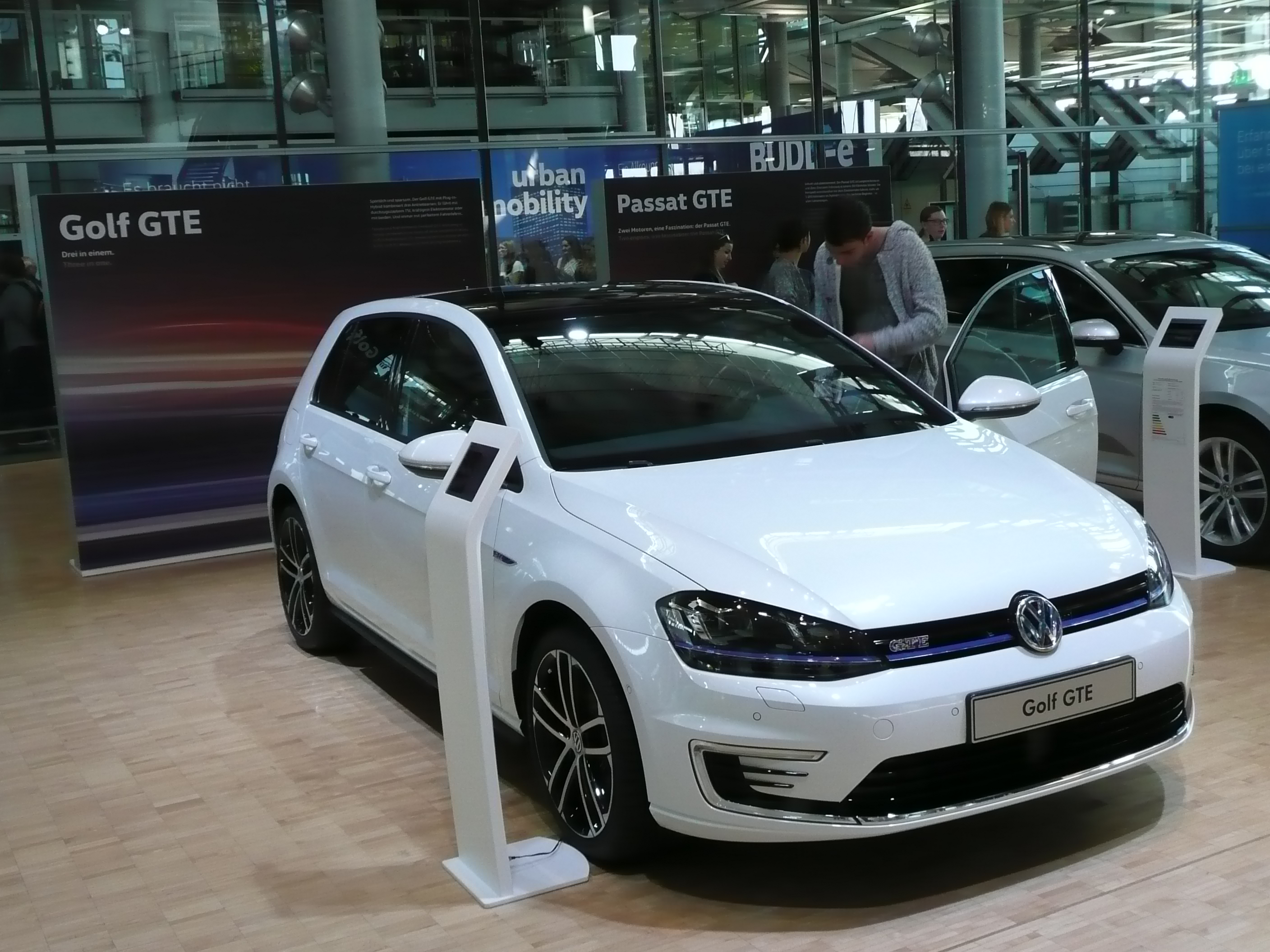
Ausstellung über Elektromobilität in der Gläsernen Manufaktur (2016)

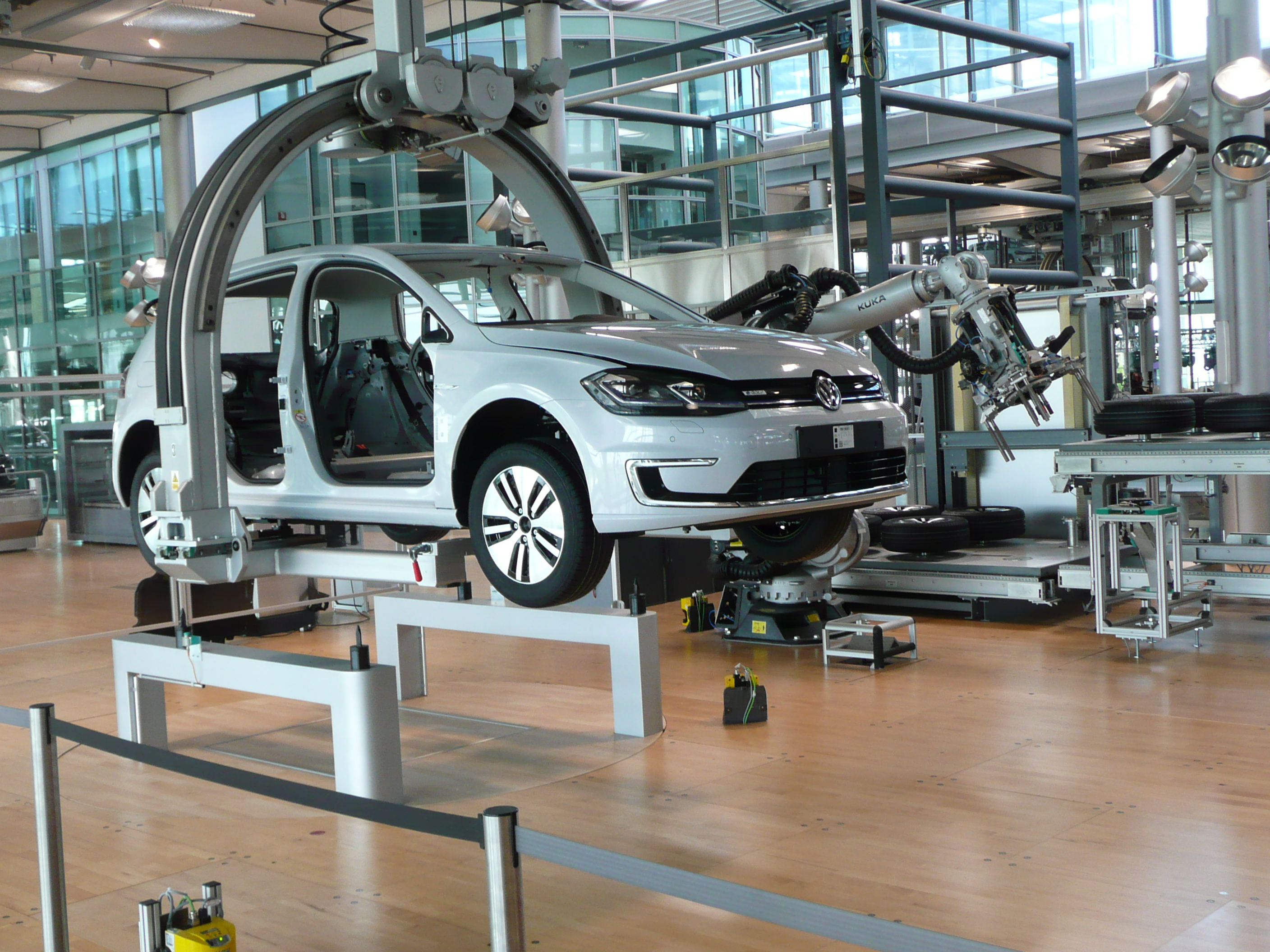
Roboterarbeitsplatz zur Rädermontage am e-Golf (2017)

Die Gläserne Manufaktur wurde am 19. März 2002 in Betrieb genommen. Außer den Fertigungsanlagen sind im Gebäude eine gastronomische Einrichtung und ein Startup-Inkubator untergebracht. Bis zum 23. März 2002 war die Öffentlichkeit zur freien Besichtigung eingeladen. Die Fertigung begann schon vor der offiziellen Eröffnung. Ferdinand Piëch und Gerhard Schröder gaben am 11. Dezember 2001 das Startsignal für die Produktion. Die Fabrik wurde für die Produktion des VW Phaeton errichtet und bot Kunden und Besuchern Einblicke in die Endmontage der Fahrzeuge.
Weil die VW-Tochter Bentley in Crewe (Großbritannien) die hohe Nachfrage nach ihren Modellen zeitweise nicht befriedigen konnte, wurde von Mitte 2005 bis Ende 2006 auch der Continental Flying Spur hier montiert. Mit der Karosseriefertigung von Bentley und Phaeton war damals das Volkswagenwerk Zwickau beauftragt.
Da die Phaeton-Nachfrage im Jahr 2013 nachgelassen hatte, wurde seit Anfang November 2013 erneut die Produktion des Bentley Flying Spur in kleiner Stückzahl aufgenommen.
Nachdem am 18. März 2016 die Phaeton-Produktion eingestellt worden war, erfolgte nach Umbau der Manufaktur für 20 Millionen Euro am 8. April 2016 deren Wiedereröffnung als Ausstellungsort zur Elektromobilität und Digitalisierung. Vom 3. April 2017 bis zum 23. Dezember 2020 wurde in Dresden der e-Golf gefertigt. Wegen der hohen Nachfrage wurde ab 2018 wieder im Zwei-Schicht-Betrieb gefertigt, dabei entstanden bis zu 74 e-Golf pro Tag. Im Zuge des neuen Produktionsstarts arbeiteten wieder etwa 400 Mitarbeiter in der Gläsernen Manufaktur. Ein Teil der Mitarbeiter war seit dem Ende der Phaeton-Produktion größtenteils in anderen VW-Werken, vor allem in Zwickau, eingesetzt.
Die Manufaktur hat sich seit der Produktionsumstellung zum e-Golf zu einem Center of Future Mobility („Zentrum künftiger Mobilität“) entwickelt. Kunden und Besucher können die Fertigung des e-Golf live erleben und erfahren in einer interaktiven Erlebniswelt für Elektromobilität und Digitalisierung mehr über die Zukunft der Mobilität. Dazu gehören auch kostenlose Probefahrten durch Dresden in Elektrofahrzeugen. Ferner werden alle Volkswagen-Elektrofahrzeuge in der Gläsernen Manufaktur an Kunden ausgeliefert.
Seit 2017 kooperiert die Gläserne Manufaktur in unterschiedlichen Formaten mit externen Start-Ups. Zu Beginn fand die Zusammenarbeit im Rahmen eines Inkubator-Programms zu Mobilitätshemen statt, nun in einzelnen Projekten mit dem Fokus auf Digitalisierungs- und KI-Themen für Produktion und Logistik.
Seit 29. Januar 2021 wird der VW ID.3 in der Gläsernen Manufaktur montiert, der Werbe-Slogan des Standorts änderte sich zu "Home of ID." Die Manufaktur ist damit der zweite Fertigungsstandort für den ID.3 und weltweit der vierte Standort, der Volkswagen-Modelle auf Basis des modularen E-Antriebsbaukastens (MEB) produziert. 2024 wurden 5.500 ID.3 montiert.
Ein weiterer Fokus der strategischen Neuausrichtung liegt auf dem Ausbau zu einem Forschungs- und Innovationsstandort, der in Kleinserie innovative Projekte für einen späteren Einsatz an großen Volumenstandorten in der Marke Volkswagen vorantreibt.
Die Gläserne Manufaktur ist nach der Autostadt in Wolfsburg das zweitwichtigste nationale Volkswagen-Auslieferungszentrum. 2024 wurden 2.500 Fahrzeuge an Kunden übergeben. Mehr als 95 Prozent davon waren teil- oder vollelektrische Modelle. Spitzenreiter sind die in Sachsen gefertigten Modelle ID.3 und ID.4.
Ende 2025 wird die Fahrzeugfertigung in der Gläsernen Manufaktur in Dresden eingestellt. Die Volkswagen AG erarbeitet Alternativoptionen. Hierzu gehört auch die Möglichkeit einer Beteiligung der Volkswagen AG an einem Konzept Dritter.